# Eishockey-Eredivisie (Niederlande) 2011/12
Die Saison 2011/12 war die 52. Spielzeit der Eredivisie, der höchsten niederländischen Eishockeyspielklasse. Meister wurden zum ersten Mal in der Vereinsgeschichte überhaupt die Ruijters Eaters Geleen.

## Modus
In der Hauptrunde wurde die Liga in zwei Gruppen mit je drei Mannschaften aufgeteilt, wobei sich die Zuteilung zu den Gruppen anhand der jeweiligen Platzierung im North Sea Cup ergab. In der Gruppe A waren die Mannschaften, die im North Sea Cup die beste, drittbeste und fünftbeste niederländische Mannschaft waren, in der Gruppe B waren die Mannschaften, die im North Sea Cup die zweitbeste, viertbeste und sechstbeste niederländische Mannschaft waren. Jede Mannschaft traf vier Mal auf jeden Gruppengegner, sodass jede Mannschaft insgesamt acht Spiele in der Hauptrunde bestritt. Die beiden besten Mannschaften jeder Gruppe qualifizierten sich für die Playoffs, in denen der Meister ausgespielt wurde. Für einen Sieg nach regulärer Spielzeit erhielt jede Mannschaft drei Punkte, für einen Sieg nach Overtime gab es zwei Punkte, bei einer Niederlage nach Overtime gab es einen Punkt und bei einer Niederlage nach regulärer Spielzeit null Punkte. Zudem erhielten die Mannschaften für die Hauptrunde gemäß ihrer vorherigen Platzierung im North Sea Cup zwischen einem und sechs Bonuspunkten.

## Hauptrunde

### Gruppe A
|    | Klub                    | Sp | S | OTS | OTN | N | T  | GT | Punkte (Bonus) |
| -- | ----------------------- | -- | - | --- | --- | - | -- | -- | -------------- |
| 1. | HYS The Hague           | 8  | 5 | 2   | 0   | 1 | 45 | 21 | 25 (6)         |
| 2. | DESTIL Trappers Tilburg | 8  | 5 | 0   | 1   | 2 | 37 | 25 | 20 (4)         |
| 3. | Friesland Flyers        | 8  | 0 | 0   | 1   | 7 | 15 | 51 | 3 (2)          |

Sp = Spiele, S = Siege, OTS = Siege nach Overtime, OTN = Niederlagen nach Overtime, N = Niederlagen

### Gruppe B
|    | Klub                   | Sp | S | OTS | OTN | N | T  | GT | Punkte (Bonus) |
| -- | ---------------------- | -- | - | --- | --- | - | -- | -- | -------------- |
| 1. | Ruijters Eaters Geleen | 8  | 6 | 1   | 0   | 1 | 54 | 27 | 25 (5)         |
| 2. | Eindhoven Kemphanen    | 8  | 4 | 0   | 1   | 3 | 47 | 27 | 16 (3)         |
| 3. | Amsterdam Capitals     | 8  | 1 | 0   | 0   | 7 | 28 | 75 | 4 (1)          |

Sp = Spiele, S = Siege, OTS = Siege nach Overtime, OTN = Niederlagen nach Overtime, N = Niederlagen

## Play-offs
|  | Halbfinale              | Halbfinale             |                   |  | Finale | Finale |
|  |                         |                        |                   |  |        |        |
|  | HYS The Hague           | 3                      |                   |  |        |        |
|  | Eindhoven Kemphanen     | 0                      |                   |  |        |        |
|  |                         |                        |                   |  |        |        |
|  |                         |                        |                   |  |        |        |
|  | HYS The Hague           | 2                      |                   |  |        |        |
|  |                         | Ruijters Eaters Geleen | 3                 |  |        |        |
|  |                         |                        |                   |  |        |        |
|  | Spiel um Platz drei     |                        |                   |  |        |        |
|  |                         |                        | nicht ausgespielt |  |        |        |
|  | Ruijters Eaters Geleen  | 3                      |                   |  |        |        |
|  | DESTIL Trappers Tilburg | 0                      |                   |  |        |        |